# 北港路 (臺灣)
北港路（Beigang Rd.）分別為臺灣嘉義市、嘉義縣太保市東西向的同名道路，是嘉義市區車流集散、進出中山高與聯絡嘉義縣太保市南新、麻魚寮、及過溝地方、新港鄉與雲林縣北港鎮等地區的重要道路。原道路寬度只有8公尺寬，1977年為配合高速公路嘉義交流道而拓寬為24公尺寬。
兩個行政區的北港路沒有互相連接，因此不能視為同一條道路，中途被太保市中山路一段隔開。其中新港鄉月眉潭橋至嘉義市友忠路和友愛路口隸屬縣道159號一部份。

## 沿經行政區域
（由西至東）
- 嘉義縣
  - 太保市
- 嘉義市
  - 西區

## 車道配置
（由西至東）

| - 全線：雙向各二車道及中央綠化安全島，並各設有一機慢車道（內側車道禁行機慢車） | - 嘉義交流道－世賢路二段：雙向各三車道及中央綠化安全島，並各設有一機慢車道（內二車道禁行機慢車） - 世賢路二段－友忠路、友愛路：雙向各二車道及中央綠化安全島，並各設有一機慢車道（內側車道禁行機慢車） - 友忠路、友愛路－博愛路二段：雙向各二車道 - 博愛路二段－嘉雄陸橋：雙向各一車道 |

## 沿線設施
（由西至東）

| - 嘉太工業區 - 南亞塑膠工業股份有限公司嘉義廠（201號） - 嘉義縣政府警察局水上分局南新派出所（50號） - 南新社區 | - 嘉義交流道 - 大王千金米大福觀光工廠（1296號） - 朱子公廟（898號） - 衛生福利部嘉義醫院（312號） - 嘉義市農會（页面存档备份，存于）金融大樓（251號） - 嘉義市政府衛生局 （页面存档备份，存于）（德明路1號） - 嘉義市政府警察局第一分局（280號） - 嘉義市議會（278號） - 臺灣鐵路管理局嘉義機務段（152號） |

### 北港路（嘉義市）

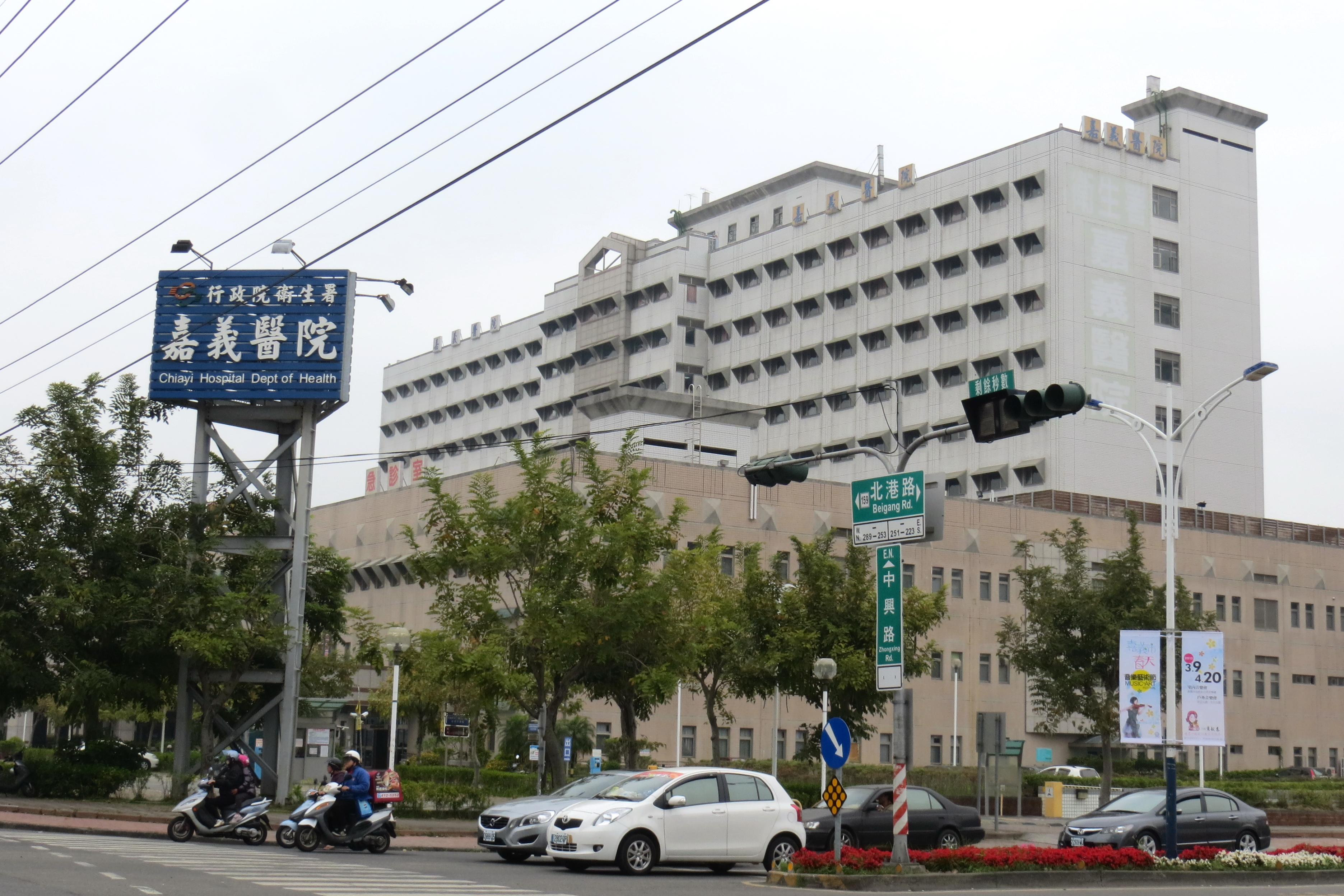
位於北港路與中興路交界的衛生福利部嘉義醫院

## 公共運輸
| 編號              | 經營業者   | 區間                 | 備註 |
| ----------------- | ---------- | -------------------- | --- |
| 105               | 嘉義縣公車 | 嘉義交流道－蒜頭國小 | 嘉義縣市區公車                                                                                                |
| 105A              | 嘉義縣公車 | 嘉義交流道－溪厝村   | 嘉義縣市區公車，假日停駛                                                                                      |
| 7201              | 嘉義客運   | 嘉義－北港           | 經由新港月眉潭；部分低地板無障礙公車行駛)                                                                     |
| 7303              | 嘉義縣公車 | 嘉義－長庚紀念醫院   | 經由雙溪口、國立故宮博物院南部院區、竹仔腳(嘉義交流道)                                                        |
| 7320              | 嘉義縣公車 | 嘉義－雙溪口         | 經由新埤、竹仔腳(嘉義交流道)                                                                                  |
| 7325              | 嘉義縣公車 | 嘉義－北港           | 經由新港、竹仔腳(嘉義交流道)；部分低地板無障礙公車行駛)                                                       |
| 7326              | 嘉義縣公車 | 嘉義－朴子           | 經由雙溪口 |
| 南新 麻魚寮加班車 | 嘉義縣公車 | 嘉義－麻魚寮         | 往程於17:30分由大雅站發車，約17:45至嘉義站；返程於06:25、06:30及18:10自麻魚寮發車；為通學公車，周末及暑假停駛 |
| 新港加班車        | 嘉義縣公車 | 嘉義－新港           | 往程於06:00由大雅站發車，約06:15至嘉義站；返程於06:20自新港發車；為通勤公車，周末及非上班日停駛               |

### 客運車站
（由西至東）
- 阿羅哈客運嘉義北站（上下客站）
- 和欣客運九龍食品站（上下客站）
- 統聯客運北港路站（上下客站）
- 統聯客運嘉義市農會站（下客站）
- 國光客運大溪里站（下客站）
- 國光客運竹仔腳站（上下客站）
- 國光客運嘉義市農會站（原衛生大樓站，下客站）